# Augusta Schmidt
Augusta Schmidt (* um 1800 in Berlin; † nach 1831) war eine deutsche Porträt- und Genremalerin.

## Leben
Über Augusta Schmidt ist heute kaum etwas bekannt. Sie kam als junge Frau nach Paris, um sich dort als Schülerin des Historien- und Porträtmalers Jean-Baptiste Mauzaisse und seiner Ehefrau ausbilden zu lassen. 1827 war Schmidt mit zwei Porträts beim Pariser Salon vertreten und in der Rue Saint-André-des-arts 59 wohnhaft. Ob Augusta Schmidt sich noch länger in der französischen Hauptstadt aufhielt oder später nach Deutschland zurückkehrte, ist unbekannt.

## Werke (Auswahl)
Pariser Zeit
- Portrait en pied de Mme Virginie C., Verbleib unbekannt (Salon 1827, Nr. 948)
- Portrait d’Enfant, Verbleib unbekannt (ebd., Nr. 949)